# Gusterath-Tal

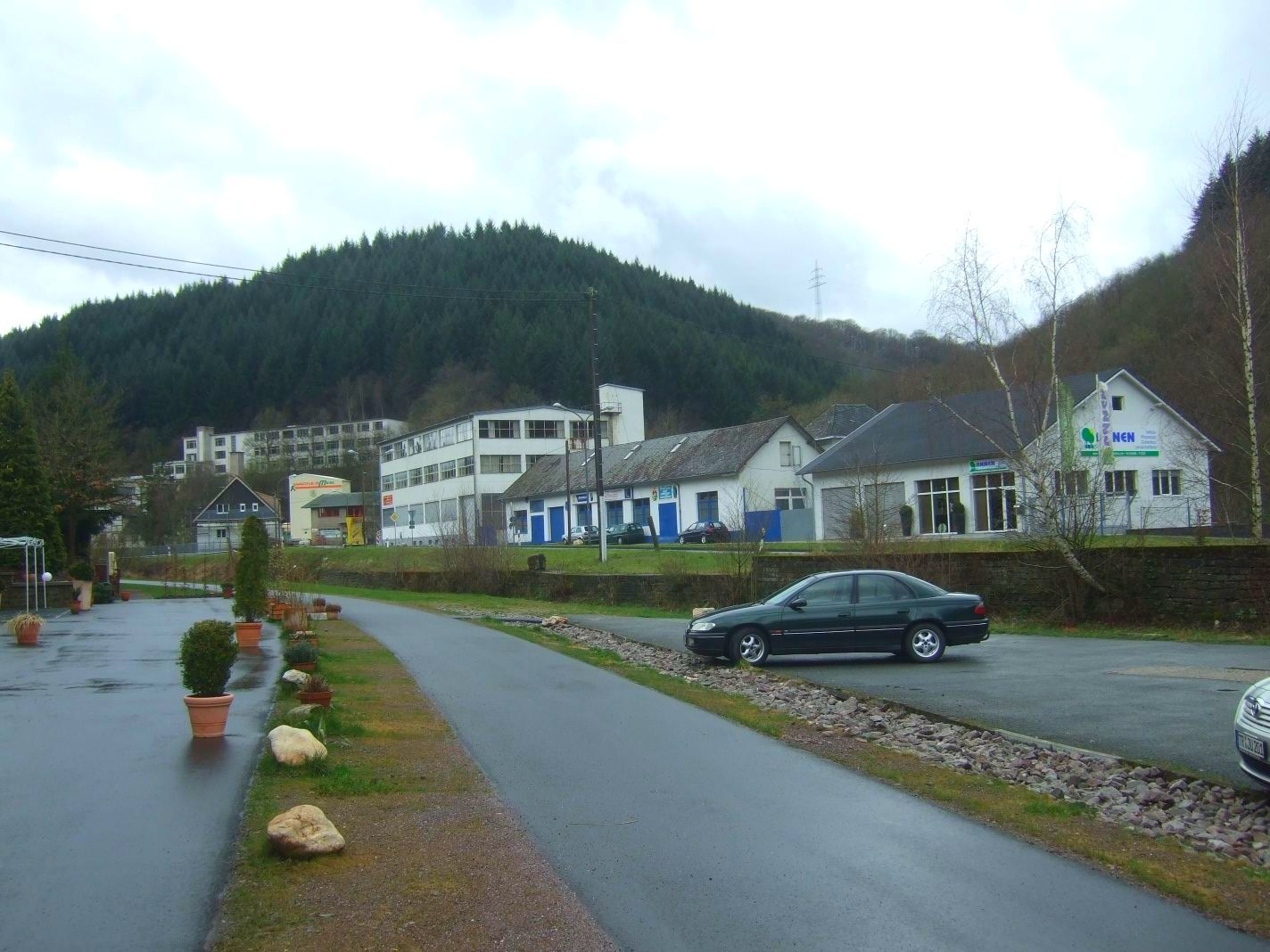
Gusterath-Tal

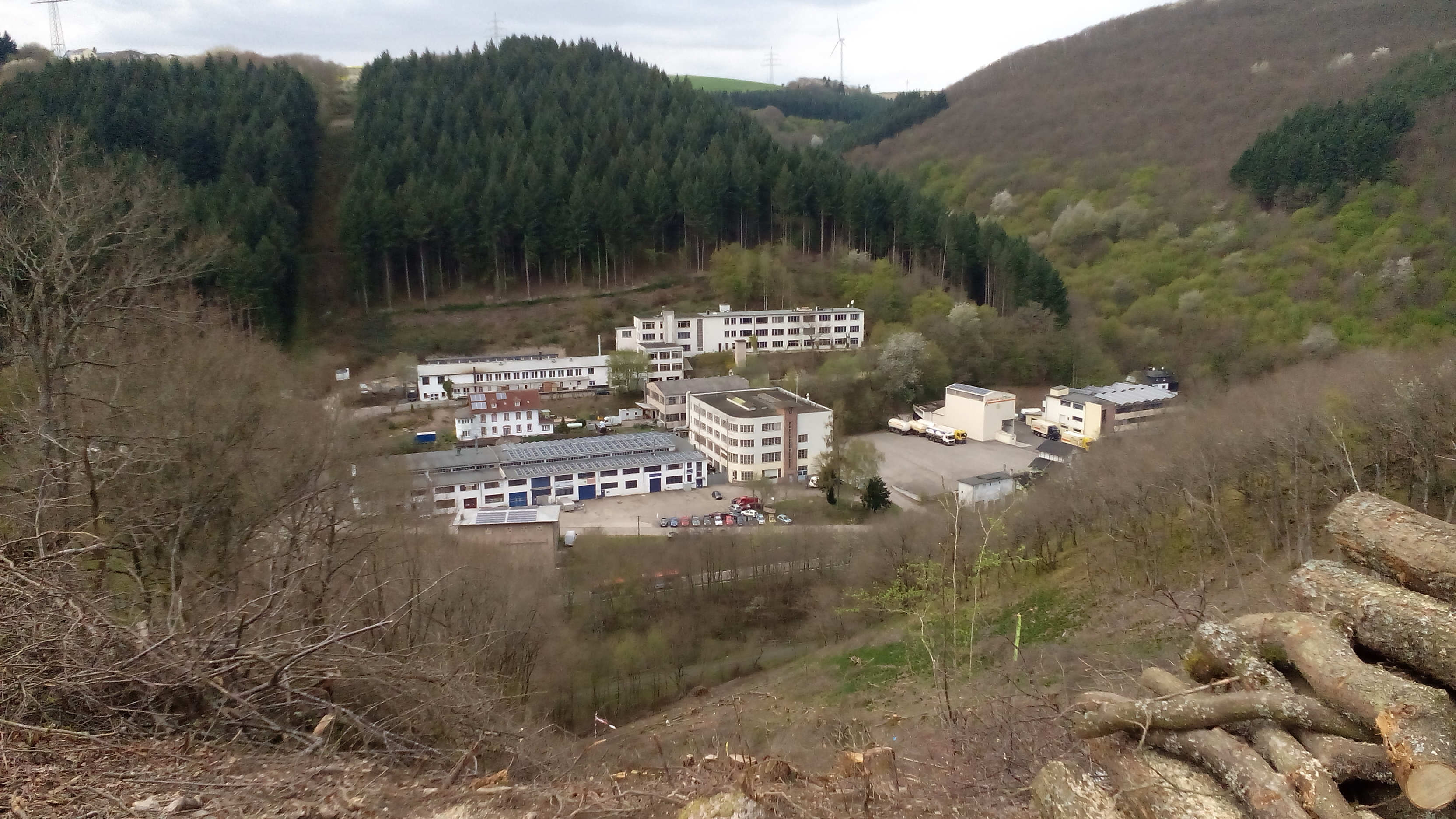
Blick von Osten auf Teile der ehemaligen Produktionsstätten

Gusterath-Tal an der Ruwer ist ein Ort, der teilweise zur Ortsgemeinde Gutweiler und teilweise zur Ortsgemeinde Gusterath im Landkreis Trier-Saarburg in Rheinland-Pfalz (Deutschland) gehört.
Am Haltepunkt der ehemaligen Hochwaldbahn bestand seit 1890 eine Anlage zur Erzwäsche, also zur Säuberung und Aufbereitung von Erz, das im nahen Hockweiler gewonnen wurde. Später entstand in Gusterath-Tal eine Produktionsstätte der Firma Romika. Heute befindet sich dort ein Gewerbegebiet. 
Der auf der Trasse der Hochwaldbahn gebaute Ruwer-Hochwald-Radweg führt durch Gusterath-Tal.
Gusterath-Tal ist ein Start- und Zielpunkt des Romika-Weges.

Bilder zur Romika
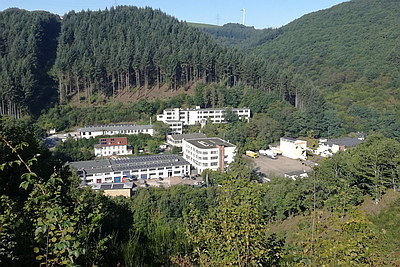
Blick von Osten
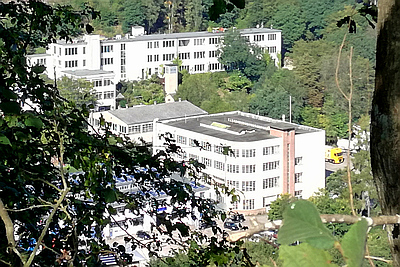
Romikagelände
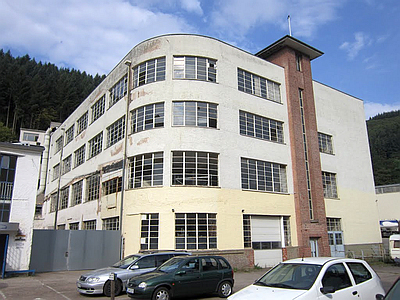
Konfektionsgebäude
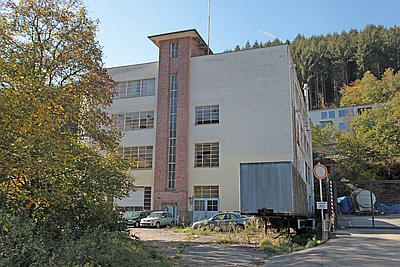
Konfektionsgebäude
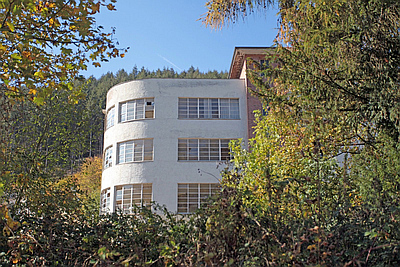
Konfektionsgebäude

Koordinaten: 49° 42′ N, 6° 44′ O